# Thomisus yemensis
Thomisus yemensis är en spindelart som beskrevs av Ansie S. Dippenaar-Schoeman och van Harten 2007. Thomisus yemensis ingår i släktet Thomisus och familjen krabbspindlar. Inga underarter finns listade i Catalogue of Life.